# Pantusowo
Pantusowo (ros. Пантусово) – wieś w Rosji, w rejonie wielikoustidzkim obwodu wołogodzkiego. W 2010 r. mieszkała tam tylko jedna osoba.